# 潘明輝
潘明輝（英語：Matthew Poon Ming Fai；1993年11月9日—），人稱「火車潘」、「輝仔」、「小潘」，是香港賽馬會所屬自由身騎師，曾跟隨練馬師賀賢學藝，現時他在一般讓磅賽事不獲讓磅優惠。

## 經歷
潘明輝自小在新界長大，居於馬會雙魚河馬術中心附近。他於17歲時加入香港賽馬會見習騎師學校，其後往澳洲南澳洲省實習。2015年10月，潘明輝首度於南澳洲阿德萊德出賽，跟隨當地練馬師佐利學藝，直至2016年7月他在當地取得五十一場頭馬勝仗，並榮膺2015/2016年度馬季南澳洲冠軍見習騎師。2016年8月，潘明輝於南澳洲取得六十六場頭馬勝仗，位列南澳洲騎師榜第二位。潘明輝被南澳洲當地馬迷稱為「火車潘」（Poon Train），取其陣上表現充滿幹勁和動感，並且不停贏馬。2017年3月，潘明輝返港後則跟隨練馬師賀賢學藝。

## 在港策騎生涯

### 2016/2017年度馬季
2017年2月17日，潘明輝獲香港賽馬會發出見習騎師牌照，准許他在2017年3月26日沙田賽馬日起在港策騎出賽，但在獲得管理層批准前，暫不可於跑馬地馬場賽事上陣 。
2017年3月26日，潘明輝首次以見習騎師身份在沙田馬場上陣，正式展開在香港的策騎事業。潘明輝當日獲安排策騎「搵銀天皇」、「舖舖旺」、「凱旋之星」、「花月流星」、「銀城福星」、「上浦猛將」、「太陽喜喜」、「勤德兼備」及「福愛寶」九匹坐騎；當中四匹由其師傅賀賢提供、三匹由約翰摩亞提供、一匹由方嘉柏提供及一匹由霍利時提供。當天第二場賽事，他首度上陣便憑策騎其師傅賀賢馬房的「搵銀天皇」取得一席第三名位置，其後第三場再憑策騎策騎方嘉柏馬房的「舖舖旺」取得一席第三名位置。第五場賽事，潘明輝憑策騎約翰摩亞馬房的「花月流星」出戰三班泥地千二米賽事，坐騎在他沿路一直領放下以一又四分一馬位之差擊敗對手取勝，令他首天在港上陣策騎，隨即取得頭馬進賬。不過，他在第七場策騎「上浦猛將」於沙圈亮相期間，坐騎突然發脾氣失控將其拋下，他接受在場救護人員檢查後，被送往威爾斯親王醫院治理。潘明輝送院期間仍然保持清醒，但他當天餘下的坐騎「太陽喜喜」、「勤德兼備」及「福愛寶」則需要易配，當中尾場的「福愛寶」易配梁家俊更加取勝而回。
2017年4月17日，潘明輝傷癒復出後首天，即在第四場賽事憑策騎霍利時馬房的「旅英駿爵」取勝，贏得個人季內第二場頭馬。同日第五場賽事，他再憑策騎其師傅賀賢馬房的座騎「開心健康」取勝而回，師徒合作下首度凱旋而歸之餘，亦是他在港出賽首次「起孖」。
2017年4月23日，潘明輝於沙田馬場先後憑策騎葉楚航馬房的「漸信名駒」及約翰摩亞馬房的「花月流星」取勝，加上策騎「銳闖」及「永旺年年」分別跑入第三名位置，結果他全日合共取得32分，個人首度封騎師王。
2017年6月10日，潘明輝獲香港賽馬會管理層接納其師傅賀賢的請求，准許他由6月14日起在跑馬地馬場策騎出賽。潘明輝在跑馬地馬場上陣首天即憑策騎其師傅馬房的「盈華盛甲」，以27倍半冷門姿態勝出當晚第五場賽事。
2017年7月1日，潘明輝於沙田馬場第九場賽事憑策騎「揮闖」勝出其在港第20場頭馬，使他日後在一般讓磅賽事獲減至讓7磅優惠。
2017年7月16日，潘明輝於沙田馬場第十一場賽事憑策騎其師傅賀賢馬房的「太陽喜喜」取勝，個人首度勝出二班賽事外，更攻下香港馬主協會錦標，而這亦是他在港首項勝出的盃賽錦標。
2016/2017馬季，潘明輝合共取得22場頭馬勝仗。季後，他接受南澳洲賽馬會以及新加坡賽馬公會的見習騎師交換計劃，前往新加坡克蘭芝馬場作短期客串，並在首天於克蘭芝馬場上陣便憑策騎「當然」取勝，打開在星州勝利之門。2017年8月6日，潘明輝在克蘭芝馬場更憑策騎「法樂」以一放到底姿態掄元，攻下當地三級賽花園城市錦標，贏得他從騎以來首項級際賽錦標。根據香港賽馬會賽事規例第58(1)條訂明，見習騎師在香港以外地區勝出的分級賽或表列賽，將用以計算其減磅幅度。因此，潘明輝在勝出上述賽事後，他在港的認可頭馬總數已增至二十三場。而潘明輝是次在新加坡上陣四次賽事均錄得頭馬紀錄，最終他以6場頭馬結束是次星州客串之旅。

### 2017/2018年度馬季
2017年9月13日，潘明輝於跑馬地馬場先後憑策騎「紅星」、「你知我意」、「電子群英」及「發明小子」取勝，個人首次在港單日贏出四場頭馬，並勝出當晚的騎師王。
2018年2月21日，潘明輝於跑馬地馬場第二場賽事憑策騎姚本輝馬房的「包裝騎士」，以馬頸位之差險勝潘頓策騎的大熱門「勝得威」，個人在港首次勝出第一班賽事。
2018年3月25日，潘明輝於沙田馬場第十場賽事憑策騎「帝豪寶寶」勝出其在港第45場頭馬，使他日後在一般讓磅賽事獲減至讓5磅優惠。
2017/2018馬季，潘明輝合共取得35場頭馬勝仗。季後，他再到新加坡作短期客串，並在客串期間憑策騎「鐵血戰士」攻下三級賽珍寶機型錦標。

### 2018/2019年度馬季
2018年10月21日，潘明輝於沙田馬場分別憑策騎「可愛寶」、「快樂寶貝」和「龍船鼓響」取勝，同日他策騎「蟲草之星」及「正本雄心」亦分別跑入第三名和第四名，令他勝出當天騎師王。其頭馬數字亦累積至69場，只差一場頭馬便可畢業成為大師傅。
2018年10月24日，潘明輝於跑馬地馬場第一場賽事憑策騎「歐洲之星」勝出其在港第70場頭馬，正式成為自由身騎師，使他日後在一般讓磅賽事獲減至讓3磅優惠。賽後，香港賽馬會賽馬事務執行總監夏定安於畢業禮上，頒發紀念銀碟予潘明輝。
2018/2019年度馬季，在莫雷拉季初離港發展後，潘明輝的成績亦有所進步。截至2018年11月21日，潘明輝贏得14場頭馬，位列騎師榜第四位，令他得以代表香港在2018年12月5日舉行的國際騎師錦標賽中上陣。
2019年1月6日，潘明輝於沙田馬場策騎姚本輝馬房的「旌暉」，座騎在他胯下於比賽初段一直留至最後，但「旌暉」於比賽尾段衝刺強勁，結果後發先至以90倍大冷門身份攻下國際三級賽洋紫荊短途錦標，替潘明輝首度在港勝出級際賽。

### 2019/2020年度馬季
2019年9月21日，潘明輝於沙田馬場第4場賽事憑策騎「精英寶貝」勝出其在港第95場頭馬，使他日後在一般讓磅賽事獲減至讓2磅優惠。
2019年10月6日，潘明輝於沙田馬場第7場賽事憑策騎「英明神駒」，以176倍大冷門勝出賽事，成為他個人策騎生涯中最冷門的頭馬，同時成為該季目前在沙田馬場最冷門的頭馬。
2020年2月12日，潘明輝於跑馬地馬場第8場賽事憑策騎「平海歡星」，以160倍大冷門勝出賽事，成為他個人策騎生涯中第二冷門的頭馬，同時成為該季目前在跑馬地馬場最冷門的頭馬，惟該紀錄直至同年6月3日，由蘇狄雄策騎的「翹軍」以284倍大冷門勝出賽事所打破。
2020年6月7日，潘明輝於沙田馬場大發神威，先後憑策騎「幸運大兄」、「胆大威猛」、「哈囉嗲哋」和「最合拍」勝出豪取四捷（合共48分），繼2017年9月13日跑馬地賽事後，再次取得單日四捷佳績。他最終以6分之差反勝當天同樣表現出色、贏得三場頭馬及一場第二名位置的陳嘉熙，季內首度勝出「騎師王」。此外，他與陳嘉熙當日合共勝出七場頭馬，是繼1957年10月21日，郭子猷勝出四場，莊洪康勝出三場，相隔63年後再次出現兩位華人騎師在同一個賽馬日贏出至少三場賽事。
2020年6月21日，潘明輝於沙田馬場策騎姚本輝馬房的「旌暉」攻下三級賽精英盃，繼去年攻下三級賽洋紫荊短途錦標後，人馬合作再攻下一項級制賽。賽後，潘明輝表示「旌暉」是他歷來最出色及最值得紀念的坐騎之一。

### 2020/2021年度馬季
2021年1月31日，潘明輝於沙田馬場憑策騎呂健威馬房的「龍鼓飛揚」攻下三級賽百週年紀念銀瓶，季內首度勝出級制賽。
2021年4月21日，潘明輝於跑馬地馬場憑策騎羅富全馬房的「維港奔流」，勝出個人在港發展以來的第150場頭馬。
2021年5月2日，潘明輝於沙田馬場憑策騎沈集成馬房的「勇猛神駒」以短馬頭位之先險勝「樂益善」，攻下三級賽皇太后紀念盃，勝出季內第二項級制賽。

### 2021/2022年度馬季
2022年1月30日，潘明輝於沙田馬場憑策騎方嘉柏馬房的「超級軍團」勝出國際三級賽百週年紀念銀瓶，成功蟬聯這項三級賽。

### 2022/2023年度馬季
2022年11月12日，潘明輝於沙田馬場第五場賽事憑策騎沈集成馬房的「嘉應精神」，勝出個人在港發展以來的第200場頭馬。

### 2023/2024年度馬季
2023年11月19日，潘明輝於沙田馬場第二場賽事策騎羅富全馬房的「保羅承傳 」跑獲第三名，賽後被競賽小組裁定陣上未有力策坐騎，違反賽事規例第100（2）條，判罰潘明輝由12月6日開始，停賽六個香港賽馬日，直至12月24日才可再次出賽。
2024年1月24日，潘明輝於沙田馬場尾場賽事策騎「太陽之子」期間，被裁定不小心策騎（賽事規例第100(1)條），事緣他於接近四百五十米處時在催策坐騎之際容許坐騎向外斜跑，導致「太陽之子」與「浪漫風采」互相觸碰，「浪漫風采」因觸碰而跌倒及將何澤堯拋下。結果他被香港賽馬會競賽董事小組判罰停賽五個香港賽馬日，由2月25日開始停賽，直至3月11日才可恢復策騎出賽。
2024年5月11日，潘明輝於沙田馬場的第六場賽事第四班佐敦讓賽（1200米）策騎「千杯敬典 」以13倍替姚本輝勝出一第一千場頭馬，成為首位過千場頭馬的本地練馬師。亦是「千杯敬典 」在香港的第一場頭馬

### 2024/2025年度馬季
2024年12月22日，潘明輝於沙田馬場第二場賽事憑策騎「嘉應奇兵」勝出其在港第250場頭馬，使他日後在一般讓磅賽事不獲讓磅優惠。
2025年3月30日，潘明輝於沙田馬場策騎由姚本輝訓練的「直線力山」贏得主席錦標，取得其個人首場二級賽勝利。
2025年7月16日，跑馬地煞科夜賽，潘明輝與蔡明紹以及梁家俊有機會爭奪告東尼獎。當晚潘明輝只取得一場亞軍，但是憑著較佳的季軍次數，壓過當日起孖的梁家俊，首次奪得告東尼獎。

## 主要勝出賽事
香港
- 主席錦標 - (1) - 直線力山 (2025)

- 洋紫荊短途錦標 - (1) - 旌暉 (2019)

- 精英盃 - (1) - 旌暉 (2020)

- 皇太后紀念盃 - (1) - 勇猛神駒 (2021)

- 百週年紀念銀瓶 - (2) - 龍鼓飛揚 (2021)、超級軍團 (2022)

- 跑馬地銀瓶 - (1) - 龍船鼓響 (2019)

- 香港馬主協會錦標 - (1) - 太陽喜喜 (2017)

- 花旗盃 - (1) - 電子群英 (2017)

- 麥蘊利盃 - (1) - 精選直前 (2018)

- 香港評馬同業協進會盃 - (2) - 非常堅 (2018)、夢巴黎 (2023)

- 五陵會鑽禧盃 - (1) - 勞動創造 (2019)

- 馬拉華度賽馬會盃 - (1) - 勤德兼備 (2019)

- 國際青年商會香港總會參議會盃 - (1) - 英明神駒 (2019)

- 香港回歸盃 - (1) - 足金好球 (2021)

- 六福珠寶盃  - (1) - 樂滿貫 (2021)

- 木球會錦標 - (1) - 雪勇神駒 (2023)

 新加坡
- 花園城市錦標（日语：ガーデンシティトロフィー） - (1) - 法樂 (2017)

- 珍寶機型錦標（日语：ジャンボジェットトロフィー） - (1) - 鐵血戰士 (2018)

## 其他主要策騎馬匹

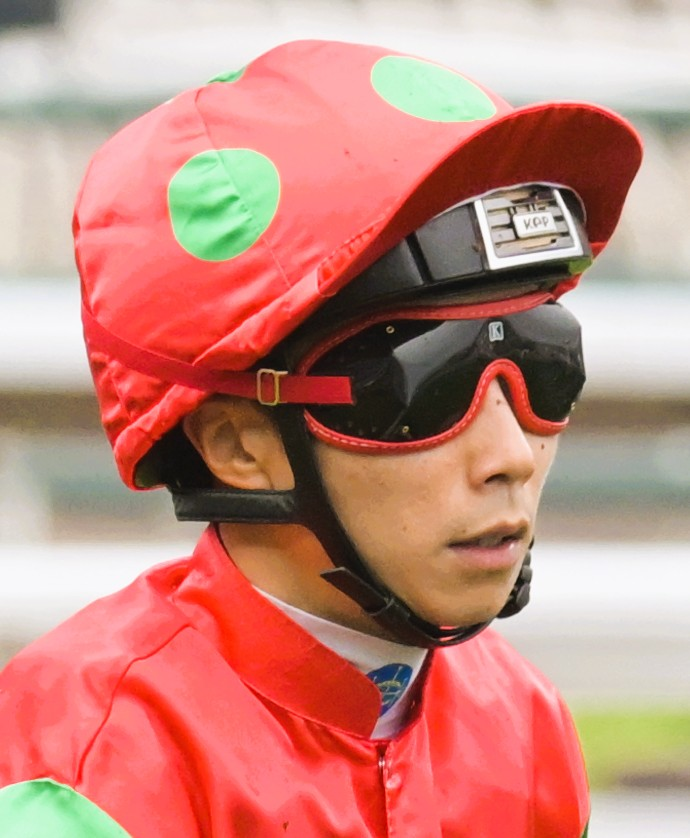
2025年4月27日，潘明輝策騎「賢者無敵」角逐主席短途獎2025

- 百步穿雲（獅子山錦標季軍）
- 足金好球 （香港回歸盃）

## 成就
- 南澳洲冠軍見習騎師 - (1) - (2015/2016年度馬季)
- 告東尼獎 - (1) - (2024-2025年度馬季)

## 在港策騎成績
| 年度        | 冠 | 亞 | 季 | 殿 | 第五 | 出賽次數 | 所贏獎金（港元） | 備註                 |
| ----------- | -- | -- | -- | -- | ---- | -------- | ---------------- | -------------------- |
| 2016 - 2017 | 22 | 8  | 23 | 10 | 5    | 121      | $ 18,521,075     | 策騎首季             |
| 2017 - 2018 | 35 | 37 | 50 | 42 | 47   | 454      | $ 43,238,600     | 第2季                |
| 2018 - 2019 | 35 | 24 | 46 | 50 | 46   | 512      | $ 42,683,270     | 第3季                |
| 2019 - 2020 | 29 | 23 | 36 | 47 | 50   | 555      | $ 39,061,505     | 第4季                |
| 2020 - 2021 | 37 | 42 | 33 | 50 | 36   | 537      | $ 57,199,250     | 第5季                |
| 2021 - 2022 | 34 | 44 | 44 | 45 | 43   | 596      | $ 60,011,550     | 第6季                |
| 2022 - 2023 | 22 | 26 | 30 | 41 | 50   | 500      | $ 39,252,912.50  | 第7季                |
| 2023 - 2024 | 18 | 19 | 19 | 31 | 37   | 398      | $ 30,511,600     | 第8季                |
| 2024 - 2025 | 36 | 38 | 56 | 44 | 48   | 560      | $ 60,272,525     | 第9季 (告東尼獎得主) |
| 總計        |    |    |    |    |      |          |                  |                      |

## 在港策騎資料
|                | 日期          | 賽事                                    | 場地 | 馬場     | 馬名     | 練馬師   | 名次 | 獨贏賠率 |
| -------------- | ------------- | --------------------------------------- | ---- | -------- | -------- | -------- | ---- | -------- |
| 初出賽         | 2017年3月26日 | 第四班 - 1600米                         | 草地 | 沙田馬場 | 搵銀天皇 | 賀賢     | 3    | 3.2      |
| 首勝利         | 2017年3月26日 | 第三班 - 1200米                         | 泥地 | 沙田馬場 | 花月流星 | 約翰摩亞 | 1    | 7.9      |
| 級際賽初出賽   | 2019年1月6日  | 三級賽 - 1000米（洋紫荊短途錦標）       | 草地 | 沙田馬場 | 旌暉     | 姚本輝   | 1    | 90       |
| 級際賽首勝利   | 2019年1月6日  | 三級賽 - 1000米（洋紫荊短途錦標）       | 草地 | 沙田馬場 | 旌暉     | 姚本輝   | 1    | 90       |
| 一級賽初出賽   | 2021年1月24日 | 一級賽 - 1200米（百週年紀念短途盃）     | 草地 | 沙田馬場 | 旌暉     | 姚本輝   | 10   | 21       |
| 一級賽首勝利   | —             | —                                       | —    | —        | —        | —        | —    | —        |
| 四歲系列初出賽 | 2020年3月22日 | 四歲系列經典賽 - 2000米（香港打吡大賽） | 草地 | 沙田馬場 | 孖寶兄弟 | 告東尼   | 13   | 71       |
| 四歲系列首勝利 | —             | —                                       | —    | —        | —        | —        | —    | —        |

## 外部連結
- 騎師資料 潘明輝 （页面存档备份，存于）